# Akceptor rodnikowy
Akceptor rodnikowy (zmiatacz rodnikowy) – związek chemiczny szczególnie łatwo reagujący z wolnymi rodnikami, przez co obniża ich stężenie w danym układzie. Są nimi zwykle trwałe wolne rodniki lub związki z wysyconymi wartościowościami.
Przykładami zmiataczy wolnych rodników są: DPPH, trójfenylometan, jodocyjan, tricyna (N-tris(hydroksymetylo)metyloglicyna), mieszanina aceton/izopropanol, tiomocznik, merkaptoetanol oraz bilobalid (terpen trilaktonowy).
Zmiatacze wolnych rodników występują w niektórych naturalnych produktach spożywczych, m.in. w ziarnach kakaowca (w skład których wchodzą flawonoidy i kwasy fenolowe), czy też w miąższu i albedo (białej, gorzkiej skórce) grejfruta.